# Nitrux
Nitrux è una distribuzione Linux di origine messicana, basata su Debian ramo Unstable e QT, con pacchetti aggiuntivi derivati da Ubuntu LTS. La distribuzione offre un ambiente desktop NX Desktop (KDE Plasma), con lo scopo di creare un ambiente esteticamente elegante e funzionale, restando complessivamente leggero. Fino a metà 2020 era necessario registrarsi con un indirizzo email per scaricare la distribuzione, dopo invece il download è stato reso pubblico.

## Caratteristiche
I pacchetti possono essere installati con il comando 'pkcon' da terminale, oppure tramite AppImage. Una particolarità è la ricerca universale, a cui si accede semplicemente sul desktop, iniziando a digitare da tastiera. Sono presenti poi una serie di widget. Questa distribuzione Linux fa uso di Station come terminale.

## Software preinstallati
Buona dotazione di software di default, fra cui Firefox, LibreOffice, Python.
È ovviamente possibile installare tutta una serie di altri software, scaricando e installando i relativi pacchetti .deb oppure direttamente da terminale o tramite la ricerca universale.